# Torneo de Houston 2009
El U.S. Men's Clay Court Championships 2009 es un torneo de tenis jugado sobre polvo de ladrillo. Esta es la edición número 41 y pertenece a los torneos ATP World Tour 250. Toma lugar en River Oaks Country Club en Houston, Texas, Estados Unidos, desde el 6 de abril hasta el 12 de abril de 2009.

## Campeones

### Individuales
Lleyton Hewitt  vence a  Wayne Odesnik 6-2, 7-5.

### Dobles
Bob Bryan /  Mike Bryan vencen a  Jesse Levine /  Ryan Sweeting 6–1, 6–2.